# الیسون گلدفرپ
الیسون الیزابت مارگارِت گُلدفرَپ (انگلیسی: Alison Elizabeth Margaret Goldfrapp؛ زادهٔ ۱۳ مهٔ ۱۹۶۶) موسیقی‌دان اهل بریتانیا و خواننده اصلی گروه موسیقی الکترونیک گلدفرپ است. او از سال ۱۹۸۹ میلادی تاکنون مشغول فعالیت بوده‌است.

## اوایل زندگی و تحصیل
الیسون الیزابت مارگارت گلدفرپ در ۱۳ مهٔ سال ۱۹۹۶ در انفیلد، لندن چشم بر جهان گشود. او کوچک‌ترین عضو از شش فرزند خانواده‌اش بود. مادرش ایزابلا بارج، به‌عنوان پرستار مشغول به کار بود. پدرش نیکلاس گلدفرپ نیز پیش‌تر افسر ارتش بود و سپس در صنعت تبلیغات فعالیت داشت. نام خانوادگی گلدفرپ منشأیی آلمانی دارد.